# Liste der geschützten Landschaftsbestandteile im Vulkaneifelkreis
Die Liste der geschützten Landschaftsbestandteile im Vulkaneifelkreis nennt die geschützten Landschaftsbestandteile im Vulkaneifelkreis in Rheinland-Pfalz.
Hinweis zur Lage: Die geographischen Koordinaten geben nur die ungefähre Lage an, da es sich bei den geschützten Landschaftsbestandteilen großenteils um linienförmige und räumlich nicht immer zusammenhängende Objekte handelt.

## Bleckhausen
| Nummer      | Bezeichnung                    | Gemarkung   | Lage                           | Bemerkung | Bild |
| ----------- | ------------------------------ | ----------- | ------------------------------ | --------- | ---- |
| LB-7233-021 | Gehölzbestände bei Bleckhausen | Bleckhausen | (50° 7′ 32″ N, 6° 46′ 37,4″ O) |           |      |

## Brockscheid
| Nummer      | Bezeichnung                    | Gemarkung | Lage                            | Bemerkung | Bild |
| ----------- | ------------------------------ | --------- | ------------------------------- | --------- | ---- |
| LB-7233-023 | Gehölzbestände bei Brockscheid |           | (50° 7′ 54,3″ N, 6° 51′ 3,5″ O) |           |      |

## Darscheid
| Nummer      | Bezeichnung               | Gemarkung | Lage                            | Bemerkung | Bild |
| ----------- | ------------------------- | --------- | ------------------------------- | --------- | ---- |
| LB-7233-017 | Pfaffenheck bei Darscheid | Darscheid | (50° 12′ 19,9″ N, 6° 53′ 22″ O) |           |      |

## Kerpen
| Nummer      | Bezeichnung              | Gemarkung | Lage                                                            | Bemerkung | Bild |
| ----------- | ------------------------ | --------- | --------------------------------------------------------------- | --------- | ---- |
| LB-7233-016 | Gehölzbestand bei Kerpen | Kerpen    | (50° 18′ 19″ N, 6° 42′ 58,1″ O) (50° 18′ 14″ N, 6° 44′ 36,9″ O) |           |      |

## Mückeln
| Nummer      | Bezeichnung                | Gemarkung | Lage                           | Bemerkung | Bild |
| ----------- | -------------------------- | --------- | ------------------------------ | --------- | ---- |
| LB-7233-021 | Gehölzbestände bei Mückeln |           | (50° 5′ 12,6″ N, 6° 55′ 12″ O) |           |      |

## Schutz
| Nummer      | Bezeichnung               | Gemarkung | Lage                            | Bemerkung | Bild |
| ----------- | ------------------------- | --------- | ------------------------------- | --------- | ---- |
| LB-7233-018 | Gehölzbestände bei Schutz | Schutz    | (50° 8′ 2,1″ N, 6° 45′ 40,6″ O) |           |      |

## Üdersdorf
| Nummer      | Bezeichnung                              | Gemarkung   | Lage                            | Bemerkung | Bild |
| ----------- | ---------------------------------------- | ----------- | ------------------------------- | --------- | ---- |
| LB-7233-019 | Gehölzbestände bei Üdersdorf-Tettscheid  | Tettscheid  | (50° 8′ 15,9″ N, 6° 50′ 7,7″ O) |           |      |
| LB-7233-024 | Gehölzbestände bei Üdersdorf-Trittscheid | Trittscheid | (50° 8′ 35,4″ N, 6° 50′ 14″ O)  |           |      |

## Wiesbaum
| Nummer      | Bezeichnung                | Gemarkung | Lage                              | Bemerkung | Bild |
| ----------- | -------------------------- | --------- | --------------------------------- | --------- | ---- |
| LB-7233-021 | Gehölzbestände bei Mirbach | Mirbach   | (50° 21′ 18,8″ N, 6° 40′ 56,3″ O) |           |      |